# Wana Sari
Wana Sari is een bestuurslaag in het regentschap Ogan Komering Ulu van de provincie Zuid-Sumatra, Indonesië. Wana Sari telt 1924 inwoners (volkstelling 2010).